# 安尾信乃助
安尾 信乃助（やすお しんのすけ、本名：安尾 信介、1967年〈昭和42年〉7月16日 - ）は、日本のお笑いタレント、喜劇俳優である。吉本新喜劇の座員。兵庫県神戸市出身。吉本興業所属。

## 来歴・人物
育英高等学校卒業後2年間は自動車整備工場で働いていたが、母親が持って帰ってきた月刊誌「マンスリーよしもと」を見てNSCの7期生となる。同期には雨上がり決死隊、矢部美幸（元ちゃんねるず、ナインティナイン矢部浩之の実兄）、なるみ（元トゥナイト）、高山トモヒロ（ケツカッチン、元ベイブルース）などがいる。NSC卒業後の1989年、「吉本新喜劇やめよっカナ?キャンペーン」をきっかけに新喜劇に入団。辻本茂雄、石田靖、吉田ヒロらとは新喜劇では同期入団である。入団時の芸名は「安尾 信介」。1998年、「安尾 信乃助」に改名。

## ギャグ
- 登場時に「おじゃましますか?」「邪魔するか?（ヤクザ役の時）」「遅くなってすみませんでしたか?（遅刻した時）」などのように、必要の無いところで語尾に「か?」を付け、疑問形とする。自己紹介の時も「私、ここの店の従業員で安尾といいますか?」と疑問形になる。逆に必要なときに「お二人は付き合ってるんです」、「みなさんお元気です」などと「か?」を省く。また「私、用があって来たんですか?」（私、用があって来たんですが）などと「か」に濁音を付けず、「点々を付けてくれんと」と共演者に指摘されると、全ての文字に濁音を付けて話す。その後、ツッコミから訂正を促され「見ていただけますか?」、「会場はこちらでよろしいですか?」などあっているのに、「聞くな!…いや、今のは聞いてええねん!!」とノリツッコミをされる時がある。再登場する時は「おじゃまするかも」、再々登場する時は「おじゃまするはず」と言う。
  - 派生用法として女性が二人並んでいるときに「あら～、○○さんかわいいですね～!あら～、□□さんかわいいですか?」、男性には「あら～、○○さんかっこいいですか?」と語尾を無駄に変える。
- サボった時に怒られると「サボってた訳やないんです。怠けてたんです」と言い訳する。
- トラブルを解決しようとするとき、両手を叩き、解決方法を閃いたフリをしながら「ええ方法を思いついたらよかったのに…」と期待させておいて共演者をがっかりさせる。
- トラブルが解決したとき、「いや～!良かったですか?」と言い、「聞くな!」とつっこまれる。
- 「おたくなんなんですか?」と相手を怒らせると、「次男ですけど…」と返し、「そういうことやないねん!」とつっこまれると、すかさず「じなんです言うても痔じゃないですよ、悪いのは腸なんです」と紛らわしいことを言い、「めんどくさいな!」と再び𠮟られる。
- 謝罪しようとして「コウノトリです（羽ばたく動作を入れつつ）…いや、この通りです!」と言い間違える。
- 犯人が人質を取るなどのシチュエーションで「待たんかいコラ～!」と割って入るが、実は携帯電話で通話中の相手へのセリフであり、「あとでかけ直す!」と収め共演者たちがズッコケる。
- 退場時に「これだけははっきり言っときますが、くれぐれも…○○○○（発音が悪くて聞き取れない）」と言い、「はっきり言え!」とつっこまれる。舞台袖へはけた後、ツッコミが「あいつなんなん?」とつっこむと、舞台袖から「次男です!」と返す。
- ヤクザ役の時、「○○、○○。（主に組長）」と叫んで誰かを呼ぶが、「…って言うたら誰か来ると思うやろ?」と言い、「来うへんのかい!」と共演者につっこまれる。
- 同じくヤクザ役の時、「どっからでもかかって来い!」と啖呵を切るが、「おい、ちょっと待て。どっから来るんや?」と相手に確認する。その後、相手に殴られた衝撃で転がって上手へ消え、それをよそに劇が進行して忘れられかけた頃に転がったまま「止めて～!」と叫びながら下手から現れる（現れない時もある）。共演者に止められて「ただいま」と挨拶すると、共演者が「おかえり」と返す。
- 平泉成、桂小枝、大滝秀治などのモノマネをする。

## テレビ番組
- よしもと新喜劇（MBSテレビ）
- 京都迷宮案内・第1シリーズ 第4話（1999年、テレビ朝日）